# 卡溫頓堡 (紐約州)
卡溫頓堡（英語：Fort Covington）是一個位於美國紐約州富蘭克林縣的鎮。

## 人口
根據2020年美國人口普查的數據，卡溫頓堡的面積為95.14平方千米，皆為陸地。當地共有人口1531人，而人口密度為每平方千米16人。